# Ожмос-Пурга
Ожмо́с-Пурга́ (Ожмес-Пурга, рос. Ожмос-Пурга) — присілок в Зав'яловському районі Удмуртії, Росія.
Знаходиться над правим берегом лівої притоки річки Коньки трохи південніше присілка Бабино.
Населення — 259 осіб (2010; 261 в 2002).
Національний склад станом на 2002 рік:
- удмурти — 96 %

### Урбаноніми:[3]
- вулиці — Молодіжна, Польова, Ставкова, Центральна